# Bernhard Windscheid

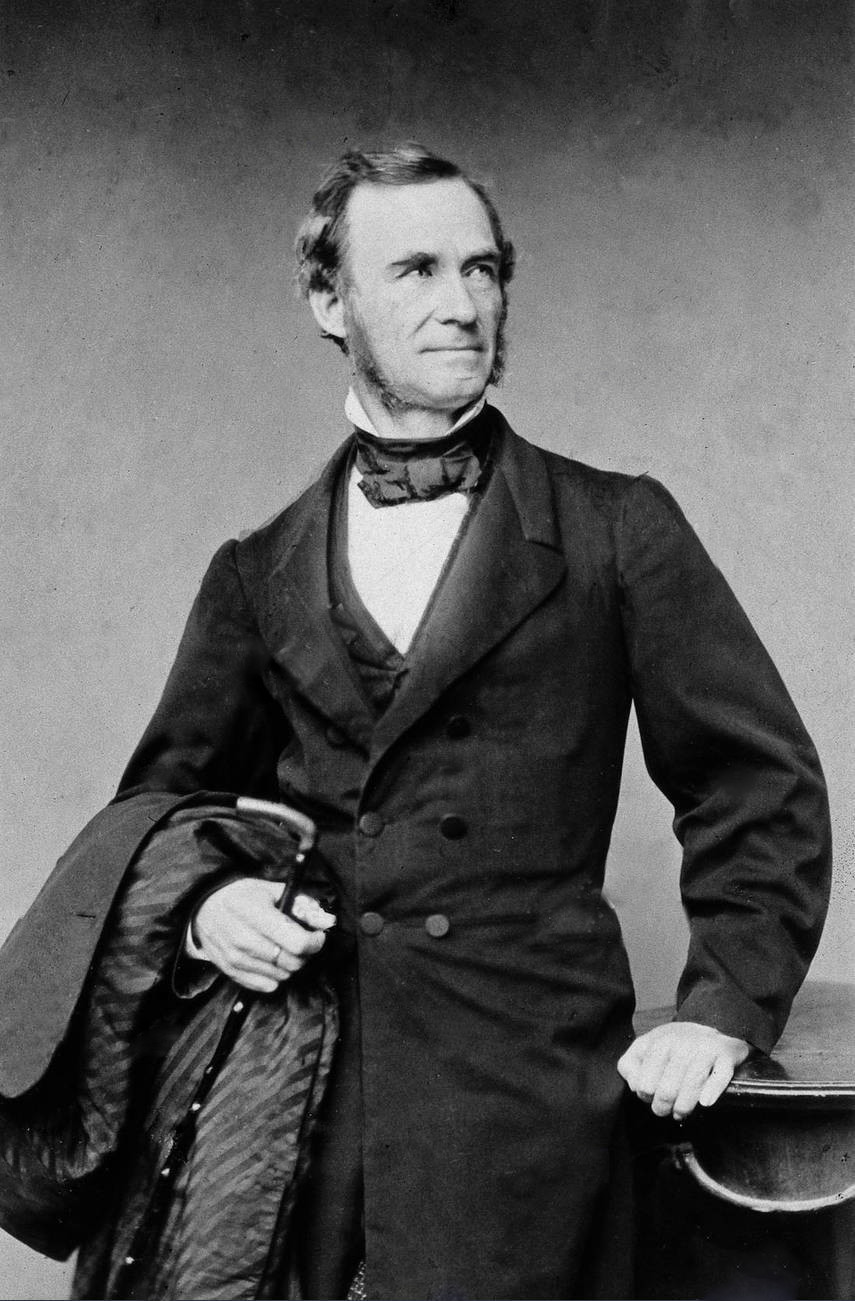
Bernhard Windscheid

Bernhard Joseph Hubert Windscheid (* 26. Juni 1817 in Düsseldorf; † 26. Oktober 1892 in Leipzig) war ein deutscher Jurist, der großen Einfluss auf die deutsche Zivilrechtswissenschaft hatte.

## Leben

### Herkunft

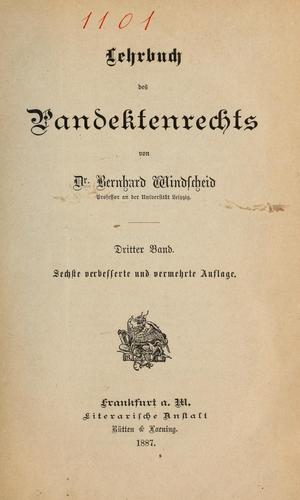
Lehrbuch des Pandektenrechts, Titelseite des 3. Bandes der 6. Auflage von 1887

Bernhard Windscheid wurde als drittes von vier Kindern des Königlichen Hypothekenbewahrers und Steuerrats Ferdinand Windscheid (1787–1869) und seiner Ehefrau Frederike (1795–1852), geb. Servaes geboren. Nachdem er die Knabenschule in Emmerich und Recklinghausen besucht hatte, legte er 1834 in Düsseldorf das Abitur ab.

### Studium
Er begann in Berlin Sprachwissenschaften zu studieren, entschied sich aber rasch, unter dem Einfluss der Vorlesungen von Savigny, für das Studium der Rechtswissenschaft, das er von 1834 bis 1836 in Berlin, Bonn und wiederum in Berlin absolvierte. Das Erste Juristische Examen legte er 1837 ab, danach folgte ein praktischer Justizdienst beim Landgericht Düsseldorf.

### Akademische Laufbahn
Am 22. Dezember 1838 wurde er in Bonn promoviert mit einer Dissertation zum Thema De valida mulierum intercessione. Ebenfalls in Bonn habilitierte er sich 1840 mit der Schrift Zur Lehre vom Code Napoleon von der Ungültigkeit der Rechtsgeschäfte. Dort wurde er 1847 zum außerordentlichen Professor für römisches und französisch-rheinisches Recht berufen. Noch 1847 ging er als Professor nach Basel, 1852 nach Greifswald, 1858 folgte München, und 1871 wurde er als Nachfolger von Adolph von Vangerow nach Heidelberg berufen, wo er den Titel eines Geheimen Rats erhielt.
Am 4. November 1858 heiratete er die Malerin Lotte Pochhammer (1830–1918), mit der er vier Kinder hatte. 1868 wurde ihm vom bayrischen König der Adelstitel verliehen, da er sich jedoch als Mitglied einer bürgerlichen Familie begriff, führte er diesen nicht. Von Heidelberg ging Windscheid im Herbst 1874 an die Universität Leipzig, wo 1880 seine Berufung zum Ordinarius der Juristenfakultät erfolgte. In Leipzig war er bis zu seinem Tode wissenschaftlich tätig. Dort hatte er sich auch an den organisatorischen Aufgaben der Leipziger Hochschule beteiligt und war 1884/85 der Rektor der Alma Mater.
Er wurde im Ehrengrab der Universität Leipzig in der V. Abteilung des Neuen Johannisfriedhofs beerdigt.

## Werk

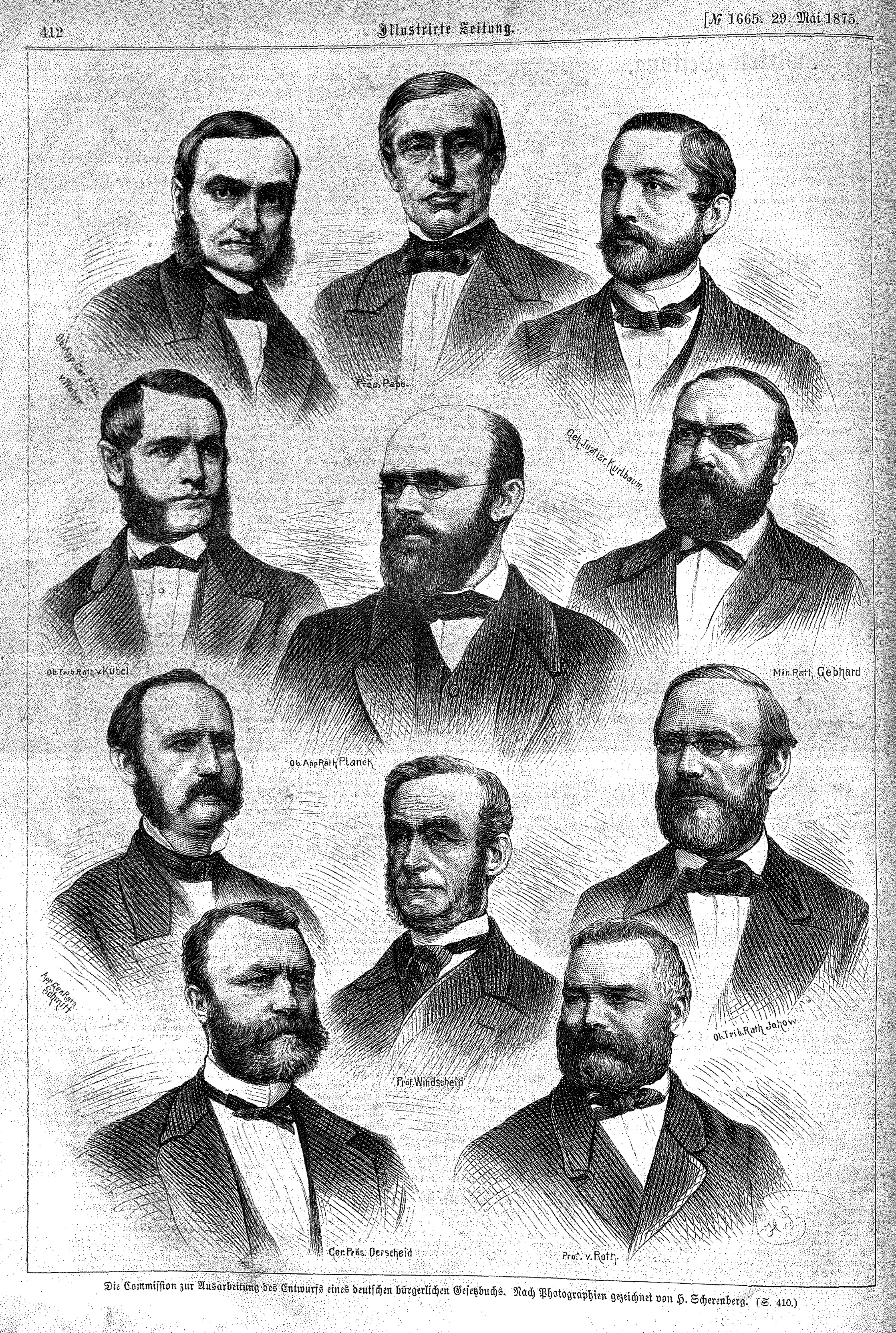
Bernhard Windscheid in der Kommission für das BGB (Stich von Hermann Scherenberg, 1875)

Ehemalige Grabstätte von Bernhard Windscheid auf dem Neuen Johannisfriedhof in Leipzig, Quelle Stadtgeschichtliches Museum Leipzig

Auf Vorschlag Badens wurde Windscheid im Sommer 1874 zum Mitglied der Ersten Kommission für die Abfassung eines Entwurfs zu einem deutschen Bürgerlichen Gesetzbuch (BGB) gewählt, der er bis zum 30. September 1883 angehörte. Wenn auch Windscheid der Ansicht war, das römische Recht sollte als Ganzes für das Deutsche Reich übernommen werden, so hat sein Hauptwerk, das ab 1862 erschienene dreibändige Lehrbuch des Pandektenrechts, den ersten Entwurf des BGB entscheidend beeinflusst. Er stellte das römische Recht seiner Zeit darin gesamtheitlich und so anschaulich dar, dass das Lehrbuch bis zum Jahr 1900 selbstverständlich herangezogen wurde und das bis dahin fehlende Bürgerliche Gesetzbuch weitestgehend zu ersetzen vermochte. Besondere Beachtung verdient dabei, dass textkritischen Analysen – wie sie vorreitend beispielhaft Otto Lenel und Otto Gradenwitz betrieben hatten – noch kaum der Boden bereitet war. Windscheid kam in seiner streng systematisch geprägten Dogmatik und Darstellung der Pandekten den Bedürfnissen der Praxis weit entgegen, da er anders als die konservativen Anhänger der historischen Rechtsschule ganz auf die historische Behandlung der Quellen verzichtete und nur nach der für die Gegenwart praktikablen Einordnung suchte. Das Werk genoss höchsten Stellenwert und wurde nach 1900 von Theodor Kipp noch zweimal neu aufgelegt.
Zu den bedeutenden juristischen Errungenschaften Windscheids gehört die Etablierung des rein materiell-rechtlichen Anspruchsystems für das Zivilrecht in seiner heutigen Form. Damit löste er die bis dahin geltenden römischen actiones ab, ein über hergebrachte, determinierte Klageformeln definiertes Rechtssystem. Den Grundstein legte seine Schrift: Die actio des römischen Civilrechts vom Standpunkte des heutigen Rechts, erschienen 1856.
Mit seinem Werk Die Lehre des römischen Rechts von der Voraussetzung führte Windscheid 1850 den Begriff der „Voraussetzung“ als Willensbeschränkung in die Methodik seiner Rechtsauffassung ein („Voraussetzungslehre“). Eine Partei, die sich nur unter der Voraussetzung des Bestehens, der Fortdauer oder des Eintritts eines Umstandes erkläre, sei an die Willenserklärung nicht gebunden, „wenn sich die Annahme oder Erwartung nicht bewähre“, abzugrenzen gegenüber dem unerheblichen Motiv und der rechtsverbindlichen Bedingung im Sinne des heutigen § 158 BGB. Mit dem Rechtskomplex der „Voraussetzung“ konnte sich Windscheid bei den Gesetzesverhandlungen letztlich aber nicht durchsetzen, weil die Gefahr gesehen wurde, dass die Rechtssicherheit in dem Punkt gefährdet würde. Auch das Reichsgericht lehnte die „Voraussetzungslehre“ Windscheids ab, da sie seiner Auffassung nach weder dem Recht der römischen Antike entsprach noch dem des pandektisch aufgearbeiteten Corpus iuris civilis, weshalb jegliche „quellenmäßige Begründung“ fehle. War die Lehre von der Voraussetzung damit positivrechtlich gescheitert, so diente sie doch – zusammen mit der clausula rebus sic stantibus und der laesio enormis – als wesentliche Vorgängerin der 1921 von seinem Schwiegersohn Paul Oertmann entwickelten Lehre vom Wegfall der Geschäftsgrundlage, heute Störung der Geschäftsgrundlage gemäß § 313 BGB.

## Ehrungen
1888 erhielt er von der Universität Leipzig den Ehrendoktortitel. 1890 wurde Windscheid Ehrenbürger von Leipzig, wo auch 1911 eine Straße seinen Namen erhielt. Auch in Berlin-Charlottenburg trägt die Windscheidstraße seit 1897 seinen Namen, im Düsseldorfer Stadtteil Düsseltal ist seit 1903 eine Straße nach ihm benannt.

## Schriften
- De valida mulierum intercessione. Bonn 1838.
- Zur Lehre des Code Napoleon von der Ungültigkeit der Rechtsgeschäfte. Verlag von Julius Buddeus, Düsseldorf 1847.
- Die Lehre des römischen Rechts von der Voraussetzung. Verlagsbuchhandlung von Julius Buddeus, Düsseldorf 1850.
- Die Actio des römischen Civilrechts vom Standpunkte des heutigen Rechts. Verlagshandlung von Julius Buddeus, Düsseldorf 1856.
- Die Actio: Abwehr gegen Dr. Theodor Muther. Verlagshandlung von Julius Buddeus, Düsseldorf 1857.
- Carl Georg von Waechter. Leipzig 1880.
- Die Voraussetzung. In: Archiv für die civilistische Praxis. 78. Band, 1892, S. 161–202.
- Gesammelte Reden und Abhandlungen. Leipzig 1904.
- Lehrbuch des Pandektenrechts in drei Bänden. Mit Anmerkungen von Theodor Kipp, 9. Auflage. Leipzig 1906.
  - Band I: 1. Auflage: Verlagsbuchhandlung von Julius Buddeus, Düsseldorf 1862.
  - Band II, Erste Abtheilung: 1. Auflage: Verlagsbuchhandlung von Julius Buddeus, Düsseldorf 1865.
  - Band II, Zweiter Abtheilung: 1. Auflage: Verlagsbuchhandlung von Julius Buddeus, Düsseldorf 1866.
  - Band III: 1. Auflage: Verlagsbuchhandlung von Julius Buddeus, Düsseldorf 1870.